# Wał Karsznicki
Wał Karsznicki – niewielkie, podłużne pasmo wapienne, porośnięte murawą kserotermiczną, znajdujące się w pobliżu wsi Karsznice, w powiecie jędrzejowskim, w gminie Małogoszcz. Na jego kulminacji znajdują się liczne łomiki po eksploatacji wapienia dla lokalnych celów budowlanych. Stoki wzgórza przeznaczone są pod uprawy rolnicze. Z grzbietu wału rozciąga się widok na okoliczne wzgórza i lasy. U podnóża, od strony północnej znajduje się cmentarz żołnierzy poległych podczas I wojny światowej.